# Eutychos (Koroplast)
Eutychos (altgriechisch Εὐτύχος) war ein griechischer Koroplast, der im 2. Jahrhundert v. Chr. in Myrina in Kleinasien tätig war.
Eutychos ist nur von einer Signatur auf einer Tonstatuette des Herakles bekannt. Die Statuette befindet sich heute im Louvre in Paris.